# هيو ديهافن
هيو ديهافن (بالإنجليزية: Hugh DeHaven)‏ هو طيار ومهندس أمريكي، ولد في 3 مارس 1895 في بروكلين في الولايات المتحدة، وتوفي في 13 فبراير 1980 في لايم في الولايات المتحدة.